# نواس كيتر

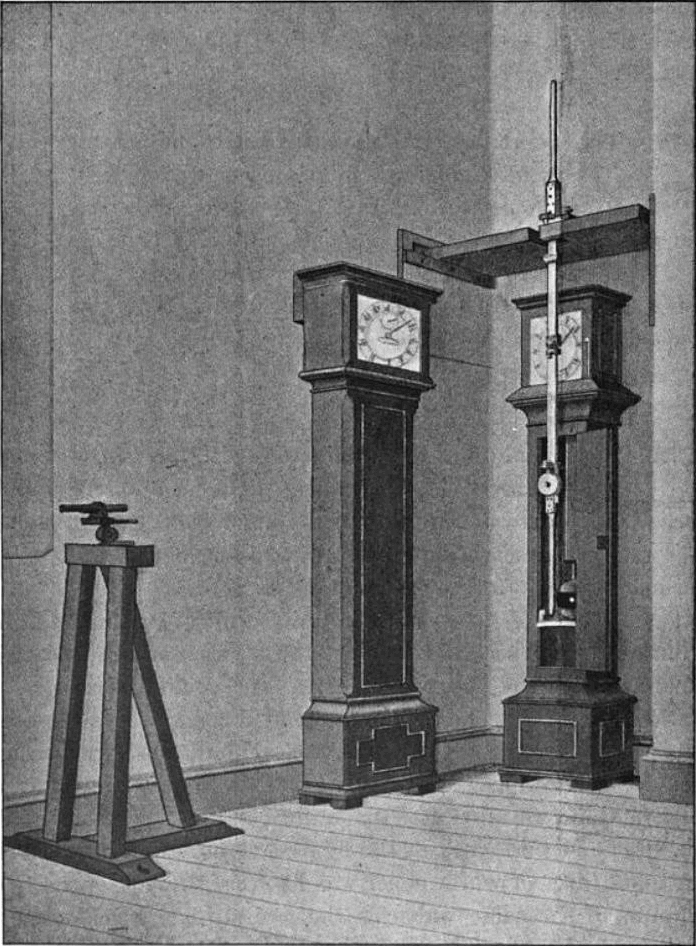
صورة لبندول كيتر الأصلي ، و تظهر طريقة الاستعمال، من الورقة التي نشرت في عام 1818م. تم ضبط الزمن الدوري للبندول حينها بالمقارنة بين تأرجحه مقابل تأرجح البندول في الساعة الدقيقة التي خلفه، أما المنظور يسار الصورة يستخدم لتنجنب خطأ البارالاكس أو اختلاف المنظر.

بندول كاتر العَكوس (أو نواس كيتر) هو بندول عكسي حر التأرجح، اخترعه الفيزيائي والقبطان البريطاني هنري كيتر في عام 1817  ليستعمل كجهازمقياس الثقالة، لقياس تسارع الجاذبية المحلية. وميزته كمقياس دوناً عن بقية الأجهزة ذات البندول هي أنه ليس هنالك حاجة لتحديد أي من مركزي التثاقل أو التذبذب. ولمدة قرن تقريبًا، حتى الثلاثينيات من القرن الماضي، ظل بندول كاتر وتنقيحاته المختلفة الطريقة القياسية لقياس قوة جاذبية الأرض أثناء المسوحات الجيوديسية. يتم استخدامه الآن فقط لتوضيح مبادئ البندول.

## وصف
يمكن استخدام البندول لقياس تسارع الجاذبية g لأنه عند التأرجح بزاوية الضيقة، فإن الزمن الدوري التأرجح T يعتمد فقط على g وطول ذراع البندول L : 
{\displaystyle T=2\pi {\sqrt {\frac {L}{g}}}\qquad \qquad \qquad (1)\,}
لذلك بقياس الطول L والدورة T في البندول، يمكن حساب g.
يتكون بندول كاتر من قضيب معدني صلب بنقطتين محوريتين، واحدة بالقرب من كل طرف من طرفي القضيب. يمكن تعليقه من أي من المحورين ومن ثم أرجحته. كما أن له ثقل قابل للتعديل يمكن تحريكه لأعلى أو لأسفل القضيب، أو يكون أحد المحاور قابل للتعديل، لضبط فترات التأرجح. عند الاستعمال، يُأَرجح من أحد المحورين، ويضبط الزمن الدوري، ثم ينقلب رأسًا على عقب ويُأًرجح من عند المحور الآخر، ويضبط الزمن الدوري. يُضبط الوزن المتحرك (أو المحور) حتى يتساوى الزمنين. حينها يكون الزمن الدوري T مساو للزمن الدوري لبندول بسيط «مثالي» ذا طول مساو للمسافة بين المحورين. من القيمتين: الزمن الدوري T والمسافة المقاسة L بين المحاور، يمكن حساب تسارع الجاذبية بدقة كبيرة من المعادلة (1) أعلاه.
يحصّل على التسارع الناتج عن الجاذبية بواسطة بندول كاتر من خلال، 
{\displaystyle g={\frac {8\pi ^{2}}{{\frac {T_{1}^{2}+T_{2}^{2}}{l_{1}+l_{2}}}+{\frac {T_{1}^{2}-T_{2}^{2}}{l_{1}-l_{2}}}}}}
حيث T1 و T2 هي الفترات الزمنية للتذبذبات عندما يتم تعليقها من K1 و K2 على التوالي و l1 و l2 هي مسافات حواف السكين K1 و K2 من مركز الثقل على التوالي.